# Iridomyrmex alpinus
Iridomyrmex alpinus es una especie de hormiga del género Iridomyrmex, subfamilia Dolichoderinae. Fue descrita científicamente por Heterick & Shattuck en 2011.
Se distribuye por Australia. Se ha encontrado a elevaciones de hasta 2100 metros. Vive en microhábitats como nidos, debajo de piedras y en hojas.